# Calamagrostis minor
Calamagrostis minor là một loài thực vật có hoa trong họ Hòa thảo. Loài này được (Benth.) J.M.Black mô tả khoa học đầu tiên năm 1919.